# John Breckinridge
John Cabell Breckinridge (Lexington, Kentucky 16 januari 1821 – Lexington, Kentucky, 17 mei 1875) was een Amerikaans politicus, militair en vicepresident.
Afkomstig uit Kentucky vestigde Breckinridge er zich als advocaat en diende tijdens de Mexicaans-Amerikaanse Oorlog van 1848. Hij was voor zijn thuisstaat lid van het Huis van Afgevaardigden tussen 1851 en 1855. In deze functie verwierf hij nationale bekendheid als verdediger van het recht van individuele staten op secessie, maar bleek hij tegenstander van de uitbreiding van de slavernij naar nieuwe staten.
Van 1857 tot 1861 was Breckinridge vicepresident onder president James Buchanan. Hoewel politiek machteloos, probeerde hij toch de Amerikaanse Burgeroorlog te vermijden.
In 1860 werd Breckinridge genomineerd als presidentskandidaat voor de National Democratic Party, een afsplitsing van de Democratische Partij. Hoewel hij in 11 zuidelijke staten won, werd Republikein Abraham Lincoln tot president verkozen. Hierna bleef Breckinridge in de Senaat ijveren voor een compromis om het uiteenvallen van de Unie te beletten. Op 4 december 1861 werd Breckinridge echter uit de Senaat gestoten vanwege zijn sympathie voor de Confederatie.
Nadat Kentucky had besloten zich bij het Noorden aan te sluiten, vluchtte Breckinridge naar de Confederatie. Eerst diende hij als generaal in het zuidelijke leger waar hij verdienstelijk diende aan het oostelijke front in Virginia en rondom Washington D.C. In 1865 werd hij aangesteld als minister van Oorlog van de Geconfedereerde Staten. In de chaotische nadagen van de Confederatie vluchtte Breckinridge samen met de president van de Confederatie, Jefferson Davis vanuit de zuidelijke hoofdstad Richmond.
Na de zuidelijke overgave vluchtte Breckinridge naar Europa. Na de algemene amnestie in 1868 kon hij terugkeren naar zijn vaderland.
Breckinridge overleed op 54-jarige leeftijd te Lexington, Kentucky.

## Vroege jaren
John Cabell Breckinridge werd geboren op 16 januari 1821 in Thorn Hill, het familielandgoed nabij Lexington, Kentucky.. Hij was het vierde van zes kinderen en de enige zoon van Joseph "Cabell" Breckinridge en Mary Clay (Smith) Breckinridge. Zijn moeder was de dochter van Samuel Stanhope Smith de stichter van Hampden–Sydney College in 1775 en de kleindochter van John Witherspoon, een van de ondertekenaars van de Amerikaanse Onafhankelijkheidsverklaring. De vader van Breckinridge was voorzitter geweest van het Huis van Afgevaardigden in Kentucky en werd net voor de geboorte van zijn zoon aangesteld als secretary of state in Kentucky. In februari, een maand na de geboorte van Breckinridge, verhuisde het gezin naar de Governor's Mansion in Frankfort, Kentucky zodat zijn vader zijn nieuwe taken naar behoren kon uitvoeren.
In augustus 1823 woedde een ziekte in Frankfort waarbij de patiënt zware koortsaanvallen kreeg. Cabell Breckinridge stuurde zijn kinderen naar zijn moeder in Lexington. Zowel Cabell als zijn echtgenote werden getroffen door de ziekte. Cabell overleed, maar zijn echtgenote genas. De erfenis was te klein om alle schulden af te betalen. Ze trok met haar kinderen in bij haar schoonmoeder. John Breckinridge liep school aan de Pisgah Academy in Woodford County. Zijn grootmoeder gaf hem les in de politieke overtuigingen van zijn grootvader, John Breckinridge, die lid was geweest van de Amerikaanse senaat en onder president Thomas Jefferson minister van justitie was.
Na een ruzie tussen zijn moeder en grootmoeder verhuisden zijn moeder, zijn zuster Leatitia en Breckinridge naar Danville en trokken in bij zijn zus Frances en haar man John C. Young die voorzitter was van Centre College. Zijn oom, William Breckinridge, die eveneens verbonden was aan het college, schreef zijn neef in 1834 in aan het college. Beriah Magoffin, William Birney, Theodore O'Hara, Thomas L. Crittenden en Jeremiah Boyle volgden daar eveneens les. In september 1838 behaalde Breckinridge een Bachelor of Arts. In de winter van 1838-39 volgde hij les aan de College of New Jersey (het huidige Princeton University). Daarna studeerde hij rechten bij rechter William Owsley.. Hij vervolgde in november 1840 zijn rechtenstudies aan de Transylvania University in Lexington, waar hij les kreeg van onder andere George Robertson en Thomas A. Marshall. Op 25 februari 1841 kreeg Breckinridge zijn Bachelor of Laws.

## Loopbaan als advocaat
Na zijn studies bleef Breckinridge nog enige tijd in Lexington tot hij had beslist waar hij een advocatenkantoor zou beginnen. In Lexington was de concurrentie te groot. Hij wou een kantoor openen in Frankfort, maar vond geen geschikte locatie. Daarop besliste hij om samen met zijn vriend Thomas W. Bullock op 10 oktober 1841 naar het Iowaterritorium te trekken. Breckinridge had een stuk grond geërfd in Jacksonville, Illinois maar toen ze daar arriveerden, was ook daar nog weinig nood aan advocaten omdat mannen zoals Stephen A. Douglas en Abraham Lincoln er als werkzaam waren. Ze trokken verder naar Burlington, Iowa en in de winter van 1842 schreef hij een brief naar zijn familie dat hij al veel rechtszaken had behandeld. Onder invloed van zijn zakenpartner Bullock werd Breckinridge lid van de Democratisch Partij. Vrijwel zijn volledige familie was aanhanger van de Whigs en toen zijn neef William Breckinridge vernam dat John Breckinridge Democraat geworden was, schreef hij dat hij het gevoel had alsof zijn dochter onteerd was.
In mei 1843 bracht Breckinridge een bezoek aan zijn familie. Hij bleef langer dan verwacht omdat hij eerst  de brokken probeerde te lijmen tussen zijn moeder en schoonmoeder en daarna omdat de griep kreeg. Hij ontmoette er de nicht van Bullock, Mary Cyrene Burch en in september waren ze verloofd. Hij keerde in oktober terug naar Iowa waar hij zijn kantoor overliet aan zijn zakenpartner en begon in Kentucky een nieuw advocatenkantoor met Samuel Bullock, de neef van zijn vriend. Op 12 december 1843 huwden Breckinridge en Mary en vestigden zich in Georgetown, Kentucky. Het koppel kreeg zes kinderen: Joseph Cabell (geb. 1844), Clifton Rodes (geb. 1846) en later een congreslid voor Arkansas), Frances (geb. 1848), John Milton (geb. 1849), John Witherspoon (geb. 1850) en Mary Desha (geb. 1854). Breckinridge groeide in zijn rol als advocaat en in 1845 verhuisde het gezin terug naar Lexington waar hij een partnerschap sloot met de toekomstige senator James B. Beck.

## Mexicaans-Amerikaanse oorlog

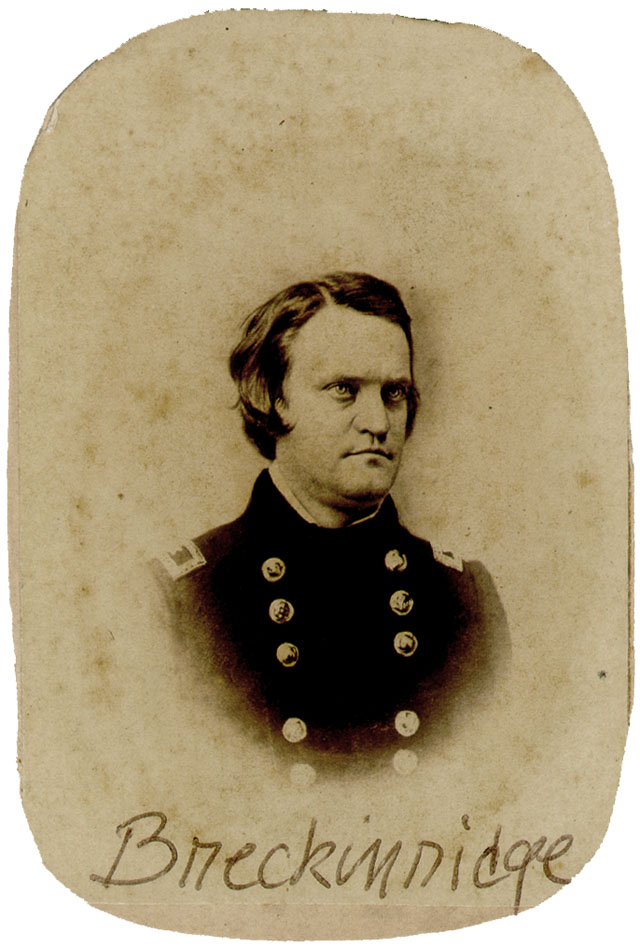
Breckinridge in uniform van het United States Army

Als voorstander van de oorlog met Mexico gaf Breckinridge zich op als vrijwilliger in de staf van generaal-majoor William O. Butler, die een vooraanstaande Democraat was in Kentucky. Butler kon hem enkel een onbezoldigde post aanbieden en raadde hem af om dit aan te nemen. In juli 1847 gaf Breckinridge een toespraak bij een herdenkingsdienst voor soldaten uit Kentucky die gesneuveld waren tijdens de Slag bij Buena Vista. Het inspireerde Theodore O'Hara om het gedicht "Bivouac of the Dead" te schrijven.
Toen er op 31 augustus 1847 twee nieuwe regimenten gerekruteerd werden in Kentucky, diende hij opnieuw een aanvraag in om een militaire benoeming te krijgen bij gouverneur William Owsley. Uit politieke overwegingen werd er beslist dat er op zijn minst één Democratische officier diende benoemd toe worden. Op 6 september 1847 benoemde Owsley Manlius V. Thomson tot kolonel, Thomas Crittenden  tot luitenant kolonel en Breckinridge tot majoor in het Third Kentucky Infantry Regiment. Het regiment vertrok op 1 november en arriveerde op 21 november in Veracruz. Er was net een uitbraak van gele koorts  en het regiment reisde vlug verder naar Mexico-stad. Toen ze op 18 december arriveerden in Mexico-stad, was de oorlog bijna voorbij. Ze zagen geen actie en dienden als bezettingsmacht tot 30 mei 1848.
Door zijn juridische achtergrond werd hij gevraagd om Gideon Johnson Pillow te helpen verdedigen in een onderzoek die ingesteld werd door Winfield Scott. In een poging om de presidentiële ambities van Scott te fnuiken, hadden Pillow en zijn medestanders brieven gepubliceerd waarin stond dat Pillow de eer te beurt kwam voor de overwinningen bij Contreras en Churubusco en niet Scott. Om zijn betrokkenheid bij de affaire te verdoezelen liet Pillow een ondergeschikte opdraven om het schrijven van de brief op zijn conto te schrijven. De enige rol die Breckinridge speelde was het verhoren van enkele getuigen omdat Pillow zelf het woord nam voor zijn verdediging.
Op 16 juli 1848 keerde Breckinridge terug naar Louisville waar het regiment op 21 juli ontbonden werd. Tijdens de oorlog verloor het regiment 100 van de 1.000 soldaten door ziekte. Hoewel Breckenridge niet had deelgenomen aan gevechten, stond zijn militaire periode mooi op zijn C.V. om eventuele politieke ambities waar te maken.

## Politieke loopbaan

### Vroege politieke loopbaan
Breckinridge voerde actief campagne voor James K. Polk, de Democratische kandidaat voor de Amerikaanse presidentsverkiezingen in 1844. Toen zijn zakenpartner klaagde dat hij te veel tijd spendeerde in de politiek en te weinig in het advocatenkantoor besliste Breckinridge om niet deel te nemen aan lokale verkiezingen. In 1845 vroeger verschillende lokale Democraten aan Breckinridge om zich kandidaat te stellen voor een zitje in het Amerikaanse congres, maar hij weigerde beleefd en gaf zijn steun aan Alexander K. Marschall, die niet zou verkozen worden. Hij was tegen het Wilmot Proviso die slavernij verbood in de pas verworven gebieden na de oorlog met Mexico. Tijdens de Amerikaanse presidentsverkiezingen van 1848 steunde hij de kandidatuur van de Democratische kandidaat Lewis Cass.

### Huis van afgevaardigden in Kentucky
In augustus 1849 werden er verkiezingen gehouden in Kentucky voor de Grondwetgevende vergadering en leden voor huis van afgevaardigden en senatoren in het staatsparlement. Twee ooms van Breckinridge, William en Robert Jefferson Breckinridge, kwamen samen op met Cassius Marcellus Clay om een lijst te vormen met voornamelijk abolitionisten. Als antwoord hierop diende een groep van anti-abolitionisten eveneens een lijst in. Op deze lijst stelde Breckinridge zich kandidaat voor een van de twee vacante zetels voor Fayette County in het huis van afgevaardigden in Kentucky. Hoewel hij zelf vijf slaven had en opkwam tegen pogingen om het instituut van de slavernij in enige vorm in te perken,  was Breckinridge lid van de vrijmetselaarsloge en de First Presbyterian Church in Lexington; die beide anti-slavernij waren. Als advocaat had hij vrije Afro-Amerikanen vertegenwoordigd en drukte hij zijn steun uit voor de  vrijwillige vrijlating van slaven. Hij speelde ook een rol in de Kentucky Colonization Society die zich inzette voor de hervestiging van voormalige slaven in Liberia.

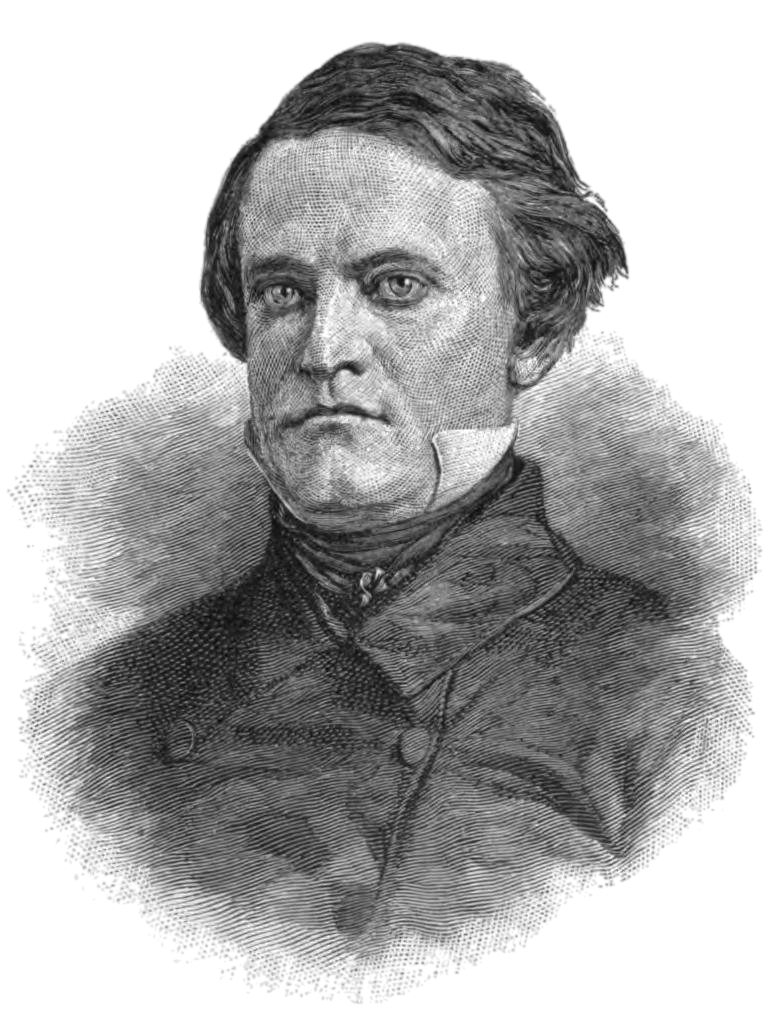
Breckinridge, rond 1850

Breckinridge kreeg 1.481 stemmen op zijn naam, meer dan 400 meer dan zijn dichtste concurrent. Hij werd de eerste Democraat die Fayette County mocht vertegenwoordigen in het staatparlement. Tussen de verkiezing en het officieel openen van het parlementaire jaar ging Breckinridge een nieuw partnerschap aan met George B. Kinkead. Zijn vorige partner was overleden aan de gevolgen van cholera enkele maanden voordien. Hij was ook de mede-oprichter van de Kentucky Statesman, een Democratische krant. Breckinridge bracht in die periode ook een bezoek aan zijn stiefnicht Mary Todd, waar hij ook haar man ontmoette, Abraham Lincoln. Ondanks hun verschillende politieke meningen werden ze vrienden.
Toen het nieuwe parlement voor de eerste keer in zitting was, kwam Breckinridge 8 stemmen te kort om als voorzitter verkozen te worden. Om de patstelling te doorbreken, trad hij terug als kandidaat en werd de Whig Thomas Reilly de nieuwe voorzitter. Breckinridge werd verkozen voor het comité van de relaties met de federale overheid en het comité voor justitite en rechtspraak. Hij steunde een wetsvoorstel voor publieke werken, iets die traditioneel een Whig-thema was. Toen in het federale congres gedebatteerd werd over het Compromis van 1850 stelden de vier Whigs in het comité van de relaties met de federale overheid een resolutie op die stelde dat het compromis "fair en evenwichtig" was om het probleem rond het statuut van nieuwe staten op te lossen. Breckinridge schreef zijn eigen resolutie waarbij het compromis te vaag bestempelde en de federale bevoegdheid betreffende de materie in vraag stelde. Beide resoluties werden voorgelegd aan het parlement.
Op 4 maart 1850, drie dagen voor zijn termijn afliep, nam Breckinridge verlof om naar zijn zieke zoon John Milton te gaan. Twee weken later, op 18 maart, overleed zijn zoon. De Democraten nomineerden hem opnieuw om deel te nemen aan zijn verkiezingen, maar Breckingridge weigerde wegens persoonlijke redenen.

### Lid van het Amerikaans Huis van Afgevaardigden

#### Eerste termijn (1851–1853)
Op 8 januari 1851 nam Breckinridge deel aan de Democratische conventie om Lazarus W. Powell te nomineren als kandidaat-gouverneur. Een week later kondigde hij aan dat hij zich verkiesbaar stelde voor het 8ste district van Kentucky voor het federaal parlement. Dit district was een bolwerk van de Whig-partij. De  voorgaande verkiezingen hadden de Democraten zelfs geen kandidaat genomineerd. Zijn tegenstander was Leslie Combs, een voormalige wetgever, veteraan van de Oorlog van 1812 en bevriend met Henry Clay (het politiek zwaargewicht in de County). Iedereen verwachtte dat Combs met gemak zou winnen. In april hielden beide kandidaten een debat in Frankfort en in mei voerden ze campagne doorheen het disctrict en hielden vrijwel dagelijks toespraken. Zijn charisma en verdragende stem stonden in schril contrast met de stijl van de oudere Combs. Breckinridge werd de verrassende winnaar en ook Powell werd verkozen als eerste Democratische gouverneur van Kentucky sinds 1834.
Breckinridge werd vaak genoemd door medestanders als Voorzitter van het huis van afgevaardigden, maar hij weigerde en stemde mee met de meerderheid die Linn Boyd, eveneens uit Kentucky, als nieuwe voorzitter verkoos. Desondanks waren Breckinridge en Boyd geen vrienden. Boyd stuurde Breckinridge naar het minder belangrijk comité van buitenlandse zaken. Toch liet Breckinridge regelmatig van zich horen in debatten, maar hij diende weinig nieuwe wetsvoorstellen in. Hij verdedigde met verve de Fugitive Slave Act tegen aanvallen van de Joshua Giddings uit Ohio en was tegen de Homestead Act uit vrees dat er meer staten zouden toegelaten worden die geen slavernij kenden. Hoewel hij in de debatten federaal geld alleen wou gebruiken voor infrastructuurwerken met een nationaal karakter, probeerde hij toch fondsen voor Kentucky los te peuteren om rivieren en havens te vernieuwen of te onderhouden.
Toen hij terugkeerde naar zijn thuisstaat toen het congres in reces was, bezocht hij dagelijks zijn politieke opponent Henry Clay die op zijn sterfbed lag. Na zijn overlijden gaf Breckinridge de eulogie voor Clay in het congres. Deze lijkrede gaf Breckinridge nog meer aanzien en invloed. Hij voerde actief campagne voor de presidentskandidaat Franklin Pierce. Pierce vroeg een week na zijn inauguratie als 14de president of Breckinridge gouverneur van het Washingtonterritorium wou zijn. Hoewel hij initieel interesse toonde, koos hij uiteindelijk om zich herverkiesbaar te stellen voor het huis van afgevaardigden.

#### Tweede termijn (1853–1855)

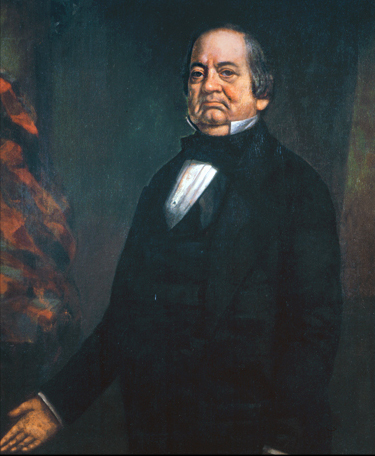
Voormalige gouverneur Robert P. Letcher verloor de verkiezingen van Breckinridge in 1853.

Bij de volgende verkiezingen waren de Whigs vastberaden om de zetel terug te winnen. Ze nomineerden James Harlan maar door onenigheid binnen de rangen, trok hij zijn kandidatuur in maart terug in. Robert P. Letcher, een voormalig Gouverneur en federaal congreslid die in de voorbije 14 verkiezingen ongeslagen was, was de tweede keuze van de Whigs. Tussen mei en augustus voerden beide kandidaten uitgebreid campagne en hielden verschillende verkiezingsbijeenkomsten. Letcher was populair en zijn spreekstijl doorspekt met anekdotes was ruw, maar werd gesmaakt. Hij kon wel woedeuitbarstingen krijgen wanneer hij gefrusteerd raakte. Breckinridge gaf altijd kalme en beredeneerde toespraken en was moeilijk kwaad te krijgen. Ondanks hun meningsverschillen over slavernij steunde de politieke vijand van Letcher, Cassius Clay, Breckinridge volop. Breckingridge versloeg Letcher met 526 stemmen.
Van de 234 leden van het huis die verkozen werden, was Breckinridge een van de 80 die opnieuw verkozen waren. Door zijn groeiend prestige maakte Breckinridge nu deel uit van het invloedrijke comité voor taxatie. Hoewel Breckinridge de pro-slavernij agenda van de president steunde in verband met de individuele rechten van de staten en in principe het concept van secessie steunde, was hij gekant tegen het gebruik van secessie als wapen en als kortetermijnoplossing voor de problemen in de Verenigde Staten. Dit, gekoppeld aan de steun voor het vrijwillige vrijlaten van slaven en zijn steun voor Afrikaanse kolonies, werd hij gezien als een gematigd congreslid.

#### Vertrek uit het Huis van Afgevaardigden

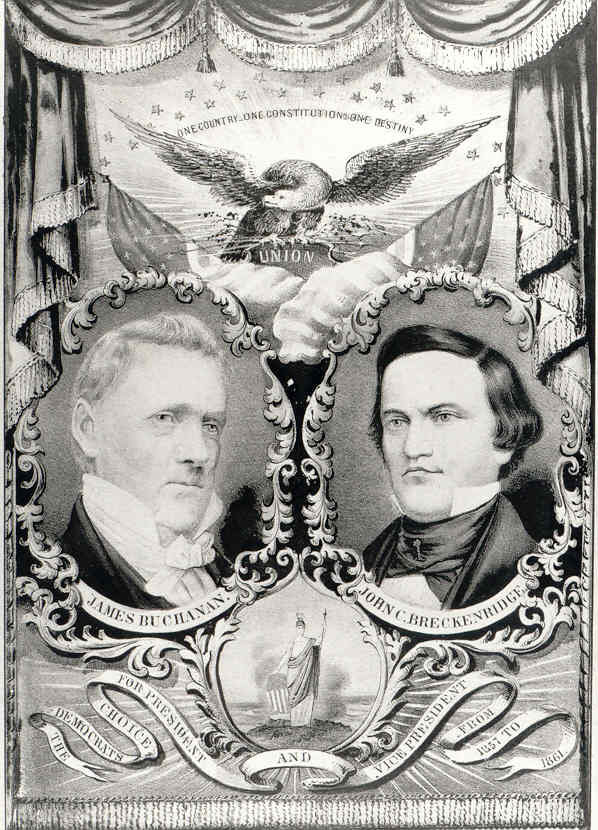
Een campagneposter voor Buchanan en Breckinridge

In februari 1854 stemde een Whig meerderheid in Kentucky voor het hertekenen van de verschillende districten rekening houdend met de bevolkingsevolutie. Owen County werd uit het district verwijderd en vervangen door Harrison en Nicholas counties. Door deze hertekening in combinatie met de opkomst van de Know Nothingpartij, was het vrijwel zeker dat Breckinridge niet voor een derde keer zou verkozen worden. Daarop besliste hij geen derde ambtstermijn te ambiëren. Toen de Amerikaanse ambassadeur in Spanje, Pierre Soulé, in december 1854 ontslag nam na controverse rond het Oostendemanifest omdat hij er niet in geslaagd was om Cuba te annexeren, nomineerde president Pierce Breckinridge voor deze post. Hoewel de senaat de benoeming goedkeurde op 8 februari 1855, weigerde hij deze benoeming om privé-redenen.
Breckinridge wou enerzijds zorgen voor zijn zieke echtgenote en anderzijds wou hij via zijn advocatenkantoor zijn persoonlijk rijkdom opnieuw opbouwen. Naast zijn advocatenkantoor deed hij aan grondspeculatie in het Minnesotaterritorium en Wisconsin. Tijdens die periode raakte hij geïnteresseerd in het kweken van renpaarden en werd hij voorzitter van de Kentucky Association for the Improvement of the Breed of Horses.

### Vice-president (1857–1861)

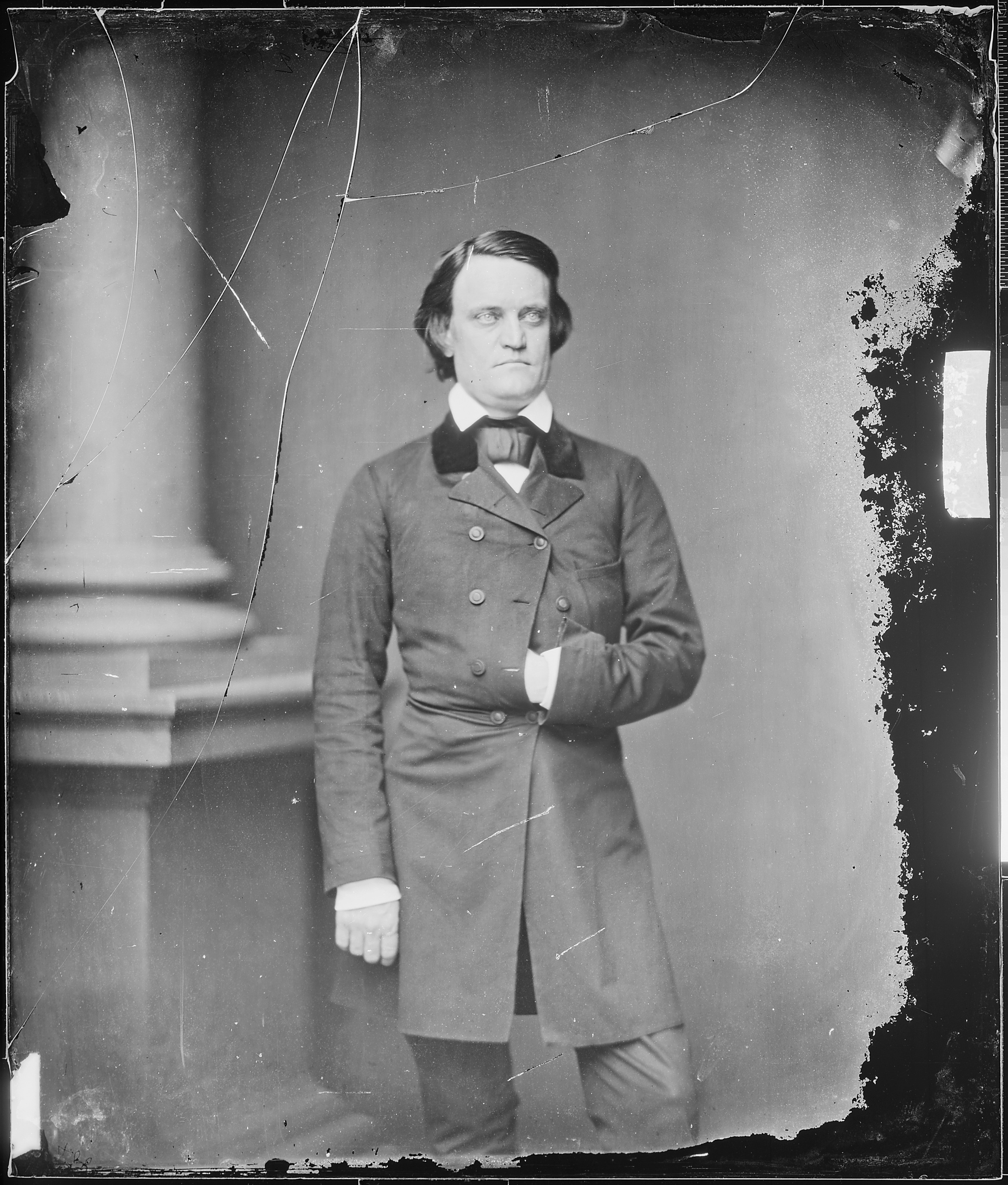
Breckinridge, een foto van Mathew Brady

Als lid van de Democratische conventie van 1856 in Cincinnati, Ohio was Breckinridge voor het idee om Pierce opnieuw voor te dragen als president. Toen bleek dat Pierce te weinig steun genoot, steunde Breckinridge zijn vriend Stephen Douglas. Toen ook Douglas de twee derde steun niet achter zijn naam kreeg, trok hij zich terug en werd James Buchanan de presidentskandidaat voor de Democratische partij. William Alexander Richardson schoof Breckinridge naar voor als kandidaat vice-president met de hoop om de ontevreden aanhangers van Pierce en Douglas te paaien Hoewel Breckingridge wel interesse had, hield hij de boot af.
Bij de voorverkiezingen voor het vice-presidentschap kregen tien kandidaten stemmen achter hun naam. John A. Quitman kreeg in de eerste stemronde de meeste steun met 59 stemmen. 55 stemmen gingen naar Breckinridge die tweede eindigde en Boyd werd derde met 33 stemmen. In de tweede stemronde kreeg Breckinridge meer stemmen achter zijn naam. Uiteindelijk werd hij unaniem aangeduid als kandidaat vice-president.
In tegenstelling tot voorgaande kandidaten verleende Breckinridge actieve steun aan de campagne van Buchanan. Tijdens de eerste tien dagen van september 1856 sprak hij in Hamilton en Cincinnati in Ohio; Lafayette en Indianapolis in Indiana; Kalamazoo in Michigan; Covington in Kentucky en Pittsburgh in Pennsylvania. In zijn toespraken legde hij de nadruk op hoe fanatiek de Republikeinen waren in hun drang naar emancipatie en dat hun overwinning zou leiden tot het uiteenvallen van de Verenigde Staten. Dankzij Breckinridge wonnen de Democraten in Kentucky met 6.000 stemmen meer. De laatste keer was tijdens de presidentsverkiezingen van 1828. Buchanan en Breckinridge wonnen de verkiezingen met 174 kiesmannen achter hun naam tegenover 114 voor de Republikeinen John C. Frémont en William L. Dayton.  Toen Breckinridge werd ingezworen op 4 maart 1857 was hij met zijn 36 jaar de jongste vice-president in de Amerikaanse geschiedenis.
Buchanan liep niet hoog op met Breckinridge. Hij had het er moeilijk mee dat Breckinridge eerst Pierce en daarna Douglas had gesteund. Toen Breckinridge een persoonlijk gesprek vroeg met Buchanan, moest hij eerst langs Harriet Lane passeren die optrad als de gastvrouw voor de ongehuwde president. Breckinridge voelde zich hierdoor beledigd. Toen later bleek dat dit de geijkte weg was om de president te spreken werden de plooien gladgestreken.

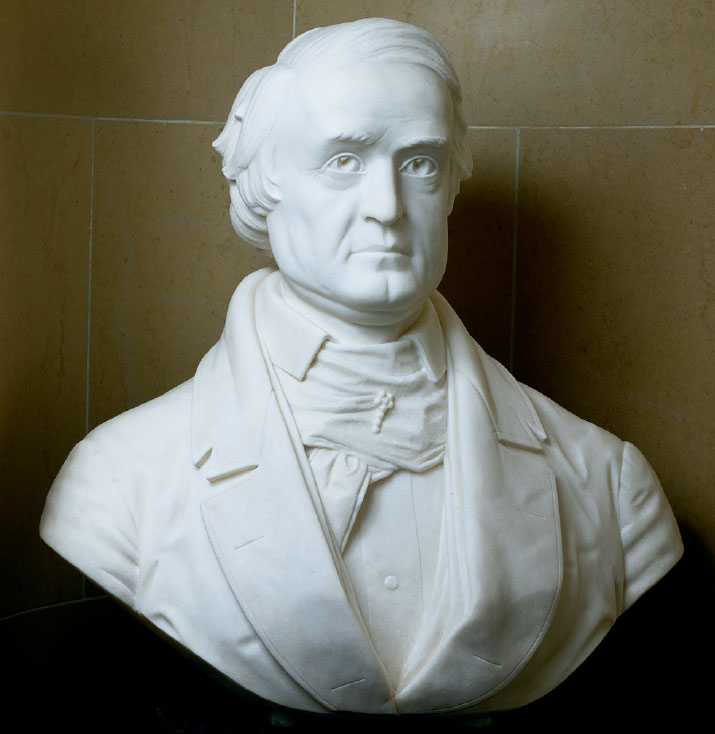
Een marmeren buste van Breckinridge uit de verzameling van de Amerikaanse senaat.

Buchanan en Breckinrigde hadden slechts sporadisch contact met elkaar en wanneer Buchanan benoemingen deed werd dit nooit vooraf voorgelegd aan Breckinridge. Toen de president en zijn vice-president de Lecompton Constitutie steunden waarbij Kansas als slavenstaat zou toegelaten worden zonder de plaatstelijk bevolking hun zeg te laten doen, vervreemden ze hierbij vele Noordelijke democraten waaronder Douglas. Toen Breckinridge het naliet om in Illinois campagne te voeren voor de herverkiezing van Douglas in de senaat, was dit een slag in het gezicht  van Douglas.
Als voorzitter van de senaat werd zijn rol als “onpartijdig en stijlvol” gekarakteriseerd. Op 4 januari 1859 gaf Breckinridge een speech ter gelegenheid van het verlaten van de oude senaatskamer waarbij hij de wens uitdrukte dat het Amerikaans congres een oplossing zou vinden om de unie en samenhorigheid tussen de verschillende staten te waarborgen. Tijdens de halve eeuw dat de senaat in deze ruimte zetelde was het orgaan gegroeid van 32 naar 64 leden. Breckinridge stipte aan dat de Amerikaanse constitutie oorlog en vrede, tegenslag en vooruitgang had overleefd om de grote persoonlijke vrijheid hand in hand te laten gaan met het publieke welzijn. Hij drukte zijn hoop uit dat de toekomstige senaat deze constitutie onverkort en vol vuur zou verdedigen en uitvoeren om de Verenigde Staten van Amerika vrij, verenigd en welvarend te houden. Hij hield vol dat hoewel secessie een wettig middel was, het niet de oplossing was voor de veelvuldige problemen op te lossen waar het land mee te kampen had.

### Presidentsverkiezingen van 1860

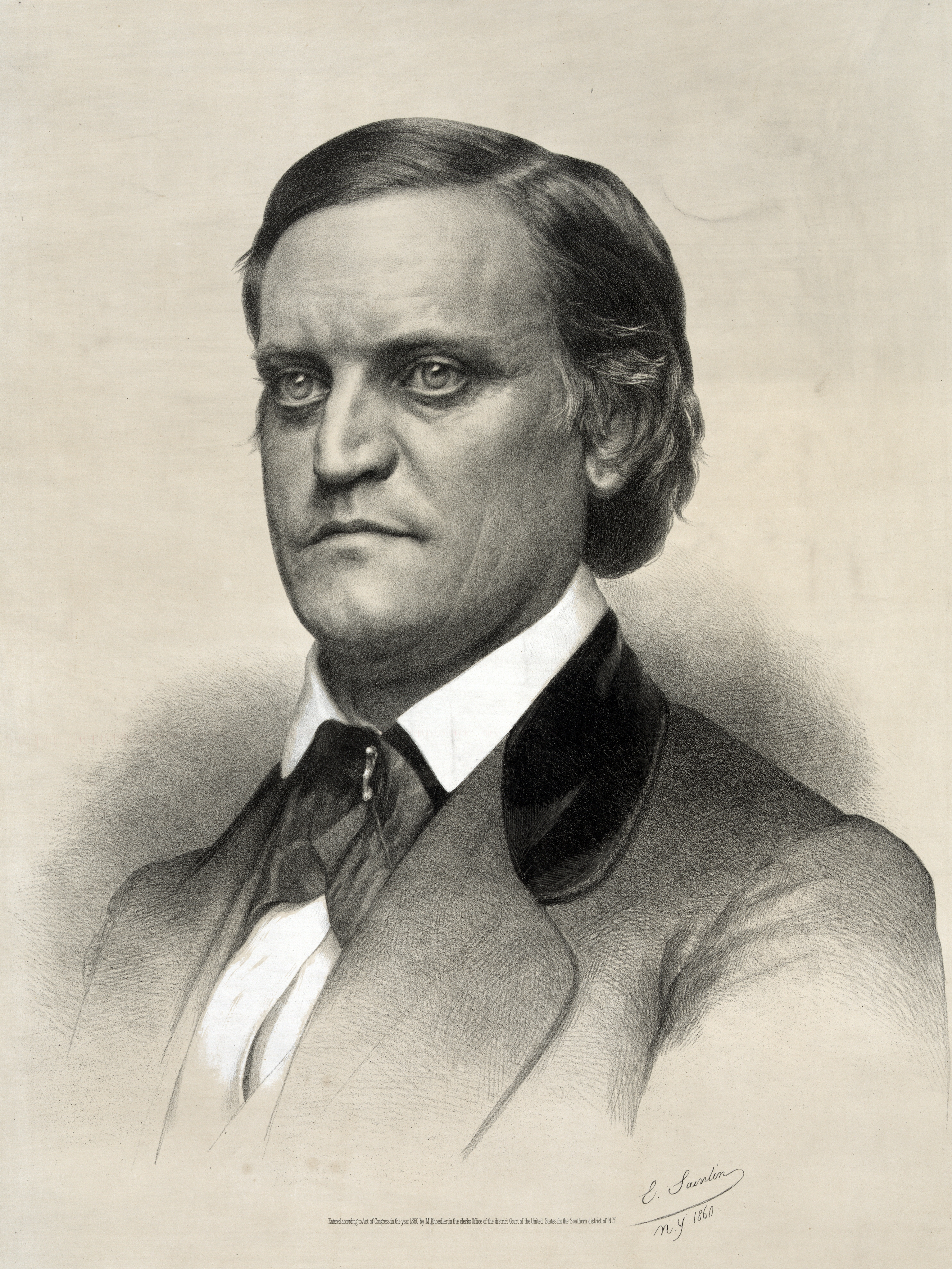
Breckinridge in 1860 door Jules-Émile Saintin

Al begin 1859 vertelde senator James Henry Hammond van South Carolina aan een vriend dat Breckinridge de presidentiële nominatie voor de Democratische partij wou. Tot in januari 1860 bleef Breckinridge dit ontkennen. Douglas was echter ervan overtuigd dat Breckinridge ambities had voor het presidentschap. Dit vertroebelde het al diepe water tussen beide oude vrienden nog meer.
Tijdens de nationale conventie van de Democratische Partij, die in 1860 in Charleston, South Carolina plaats vond, had Breckinridge steun van verschillende prominente partijleden uit Kentucky. Onder deze aanhangers bevonden zich de voormalige gouverneur en senator Lazarus Powell, voormalig congreslid William Preston, zakenpartner James Brown Clay en James B. Beck. Breckinridge zelf was niet aanwezig op de conventie, maar hij had zijn aanhangers de instructies gegeven dat hij geen kandidaat was zolang James Guthrie kandidaat was. Toen een delegatielid uit Arkansas in de 36ste stemronde Breckinridge nomineerde, werd hem gevraagd om deze stem in te trekken, wat ook gedaan werd. Tijdens 57 stemrondes kreeg Douglas veel steun, maar slaagde er niet in om de tweederdemeerderheid achter zijn naam te krijgen. Guthrie strandde steevast op de tweede plaats. Daarop stemden de delegatieleden ermee in om op 18 juni opnieuw samen te komen in Baltimore, Maryland om toch nog een kandidaat te nomineren.
Omdat er geen pro-slavernij partijlid genomineerd werd, verlieten de pro-Zuidelijke delegatieleden uit protest de conventie in Charleston en ze zouden niet deel nemen aan de conventie in Baltimore. Na vijf dagen debateren werden Douglas en Herschel Vespasian Johnson genomineerd als president en vice-president. Andere delegatieleden kwamen samen in Baltimore en nomineerden Breckinrigde en Joseph Lane uit Oregon als hun kandidaten. Breckinridge accepteerde de nominatie waardoor de Democratische partij in twee blokken uiteen viel. In augustus probeerde de senator van Mississippi Jefferson Davis om een compromiskandidaat naar voor te schuiven indien zowel Douglas als Breckinridge een stap zouden terugdoen. Douglas was tegen dit plan.
Naast Douglas en Breckinridge waren ook John Bell en, niet te vergeten, Abraham Lincoln kandidaten voor het presidentschap. Breckinridge kreeg 18,1% van de stemmen achter zich maar was tweede in het kiescollege. Lincoln kreeg 180 kiesmannen, Breckinridge 72, Bell 39 en Douglas 12 achter zich. Op 24 februari bracht Breckinridge een bezoek aan Lincoln in het Willard Hotel in Washington D.C. en zijn stiefnicht en nu First Lady. Op 4 maart 1861 nam Breckinridge de eed af van de zijn opvolger Hannibal Hamlin. Op zijn beurt nam Hamlin de eed af van de nieuw verkozen senatoren, waaronder Breckinridge die als senator was verkozen voor zijn thuisstaat.

### Senator
Toen Breckinridge zijn eed aflegde als senator hadden zeven Zuidelijke staten de unie al verlaten waardoor de overgebleven Zuidelijke senatoren in het federale congres in de minderheid waren om de slavernij te verdedigen. Breckinridge drong er bij Lincoln op aan om alle federale legereenheden uit de Zuidelijke staten terug te trekken om de dissidente staten terug in de unie te krijgen en een oorlog te voorkomen. De zitting in het congres eindigde op 28 maart en op 2 april sprak Breckinridge het Kentucky General Assembly toe om opnieuw een lans te breken voor een vredevolle oplossing. Hij stelde een conferentie voor met alle “grensstaten” om een oplossing te zoeken. Op 12 april vond de Aanval op Fort Sumter plaats waardoor de conferentie nooit zou plaatsvinden. Daarop stelde Breckinridge aan gouverneur Berriah Magoffin een nieuwe conventie voor om te beslissen of Kentucky in de Unie zou blijven of het zich zou aansluiten bij de Geconfedereerde Staten van Amerika. Op 10 mei werd Breckinridge verkozen als een van de zes gedelegeerden om het lot van Kentucky te beslissen.  De andere vijf waren Magoffin, Richard Hawes, Crittenden, Archibald Dixon en S.S. Nicholas  Ze vonden geen akkoord en beslistten om Kentucky een neutrale status toe te kennen in het conflict. Uit zelfverdediging en om hun neutraliteit te waarborgen, werden eenheden bewapend.
In een speciale verkiezing in juni veroverden de pro-Unie kandidaten 9 van de 10 beschikbare zetels. Toen Breckinridge terug in Washington was om een zitting van de senaat bij te wonen, werd hij bestempeld als een verrader voor zijn Zuidelijke sympathieën. Hij veroordeelde de oproep van Lincoln om 75.000 vrijwilligers te bewapenen als ongrondwettelijk omdat er geen officiële oorlogsverklaring was. Hij was de enige senator die tegen een resolutie stemde die Lincoln alle macht gaf gedurende het conflict. Toen hem gevraagd werd wat hij zou gedaan hebben mocht hij president zijn, antwoordde hij dat hij een constitutionele oplossing voorstond om alle staten te verenigen, maar indien de Zuidelijke Staten toch hun eigen weg zouden willen gaan, hij voor een vreedzame oplossing was in plaats van een alles vernietigende oorlog.
Begin september 1861 werd de neutraliteit van Kentucky door beide opponenten geschonden, hoewel de Noordelijken volhielden dat er geen schending was omdat Kentucky nog deel uitmaakte van de Unie. Op 3 september vielen Zuidelijken eenheden Kentucky binnen die gevolgd werden door Noordelijke eenheden onder leiding van brigadegeneraal Ulysses S. Grant. Op 6 september trokken de Noordelijken Paducah binnen die langs de Ohio lag. Kort daarna werd de voormalige gouverneur Charles S. Morehead  gearresteerd en werd de Louisville Courier opgedoekt omdat ze Zuidelijke sympathieën hadden. Toen Breckinridge hoorde dat hij de  volgende was op de lijst om gearresteerd te worden door generaal Thomas E. Bramlette, vertrok hij op 19 september 1861 uit Lexington. In Prestonburg werd hij vergezeld door George W. Johnson, George Baird Hodge, William Preston en William E. Simms. Ze reisden via Abingdon, Virginia naar Bowling Green in het door de Zuidelijken bezet deel van Kentucky. De regering in Kentucky vroeg om zijn onmiddellijk ontslag.
In een open brief gericht aan zijn kiezers van 8 oktober 1861 verdedigt hij zijn keuze voor de Zuidelijke zaak. Hij stelde met enige trots dat hij zijn termijn van zes jaar in de senaat inruilde voor het musket van een soldaat. Breckinridge werd op 6 november 1861 beschuldigd van hoogverraad door een rechtbank in Frankfort. Enkele dagen voordien had hij dienst genomen in het Confederate States Army. Op 2 december 1861 werd hij door de senaat als verrader bestempeld. Deze resolutie werd enkele dagen later unaniem goedgekeurd.

## De Amerikaanse Burgeroorlog

### Diensttijd aan het westelijke front
Op voordracht van Simon Bolivar Buckner, voormalig leider van de Kentucky State militia en generaal in het Confederate States Army, werd Breckinridge op 2 november 1861 benoemd tot brigadegeneraal. Twee weken later, op 16 november, kreeg hij het bevel over de 1st Kentucky Brigade, die de Orphan Brigade genoemd werd omdat ze zich wees voelden na de beslissing van regering in Kentucky om voor de Noordelijke zaak te kiezen. Deze brigade maakte deel uit van Buckners 2nd Division in het Army of Mississippi die aangevoerd werd door generaal Albert Sidney Johnston. De komende weken trainde hij zijn nieuwe eenheden en nam hij deel aan het organiseren van een Zuidelijke regering van Kentucky.  Deze regering werd op 10 december 1861 erkend door de Geconfedereerde Staten van Amerika.
Onder druk van Noordelijke eenheden moest het leger van Johnston in februari 1862 Bowling Green verlaten. Tijdens de terugtocht stond Breckinridge aan het hoofd van het Reserve Corps. Johnston plande een verrassingsaanval op het Noordelijke Army of the Tennessee onder leiding van Grant bij Shiloh op 6 april 1862. Breckinridges reservekorps werd vrij vlug ingezet om de Noordelijken te helpen vernietigen. Ondanks het overlijden van Johnston slaagden de Zuidelijken erin om goede vooruitgang te boeken tegen de Noordelijken. Alles veranderde toen generaal P.G.T. Beauregard, de vervanger van Johnston, de aanval rond 18u afbrak. Tijdens de nacht had Grant versterking gekregen van Don Carlos Buells Army of the Ohio. De volgende ochtend zetten ze de tegenaanval in. De druk werd te groot en de Zuidelijken trokken zich terug. Breckinridges disivie vormde de achterhoede. De Noordelijken zetten de achtervolging niet in. Van de 7.000 soldaten onder Breckinridges bevel waren er 386 gesneuveld en 1.628 gewond geraakt, waaronder Breckinridge zelf.

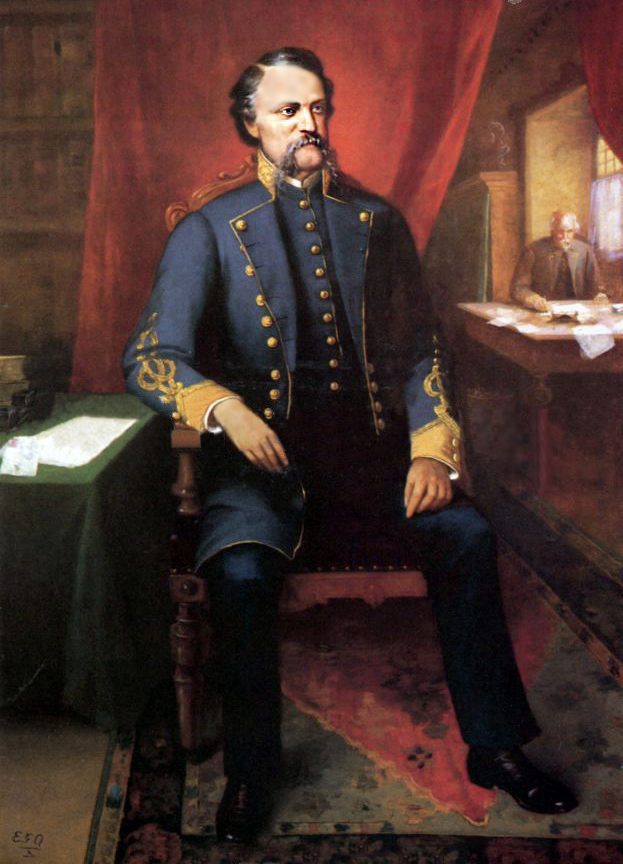
John C. Breckinridge door Eliphalet Frazer Andrews

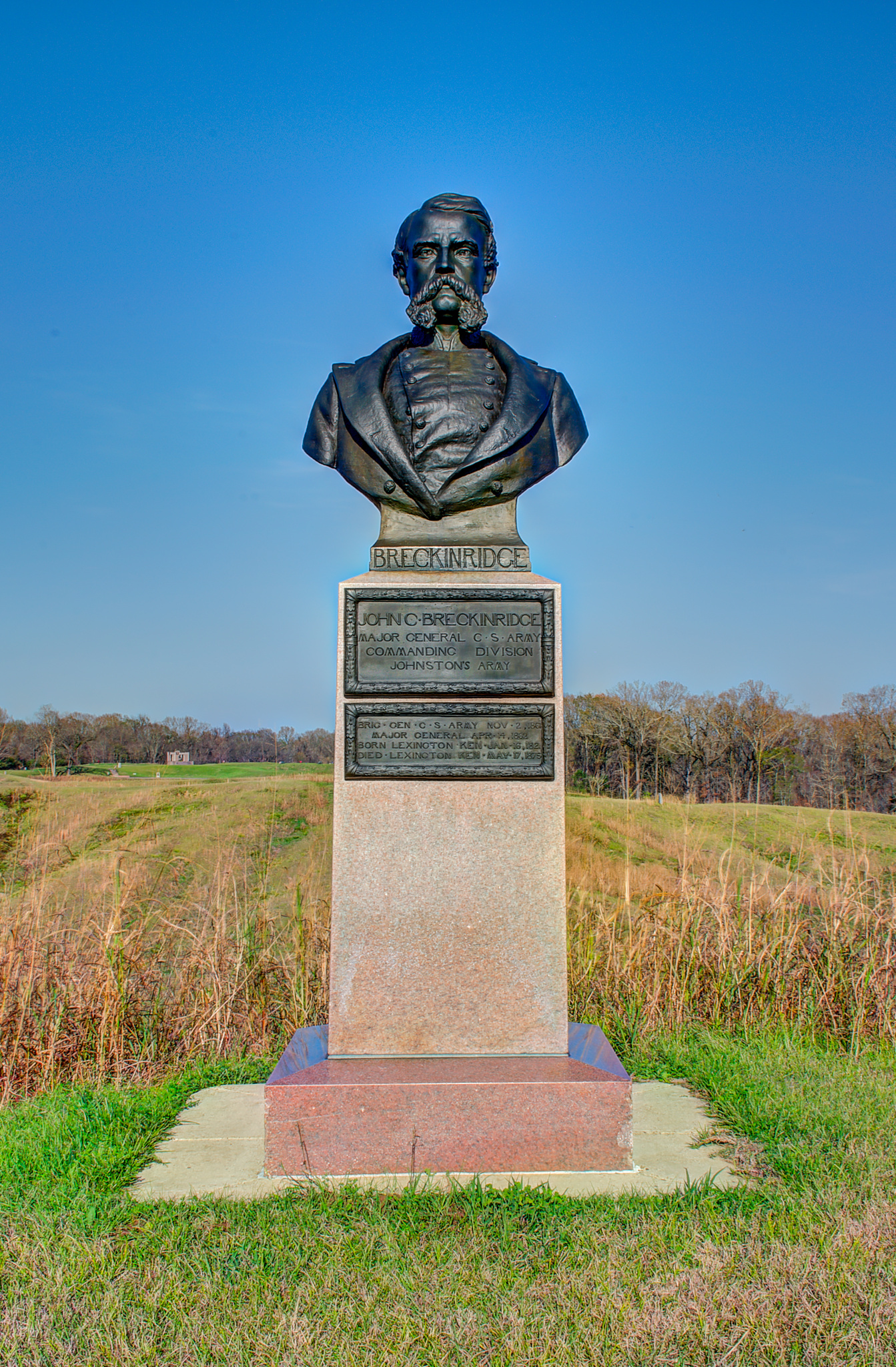
Buste van Breckinridge door T.A.R. Kitson in het Vicksburg National Military Park.

Voor zijn moed en inzet werd Breckinridge op 14 april 1862 bevorderd tot generaal-majoor.  Na zijn promotie werd Breckinridge naar generaal-majoor Earl Van Dorn in Vicksburg, Mississippi gestuurd. De Zuidelijken verwachtten in juli een aanval op de stad, maar toen die niet kwam, stuurde Van Dorn Breckinridge naar Baton Rouge, Louisiana om deze stad te heroveren op de Noordelijken. Zijn strijdmacht was door ziekte en desertie gereduceerd tot ongeveer 3.000 soldaten. Toch zette hij de aanval in op het Noordelijke garnizoen. Hij nam verschillende gevangenen, vernietigde hun voorraden en verjoeg ze uit de stad. De Noordelijken zochten bescherming nabij hun kanonneerboten. Normaal verwachtte Breckinridge steun van de CSS Arkansas. Door technische problemen had de bemanning ervoor gekozen om het schip in brand te steken en als een soort vuurschip op de vijandelijke kanonneerboten af te sturen. Zonder deze steun kon Breckinridge de stad niet behouden en om 22 uur trokken de Zuidelijken zich terug.
Later die maand werd Breckinridge naar de lager gelegen Mississippivallei gestuurd en nam hij Port Hudson, Louisiana in. Dit was een streep door de rekening voor de Noordelijke opmars langs de Mississippi. Ondertussen bereidde generaal Braxton Bragg, bevelhebber van de Army of Mississippi, een invasie in Kentucky voor. Breckinridge kreeg het bevel om zich bij Bragg te vervoegen. De Zuidelijke regering hoopte dat de aanwezigheid van Breckinridge de nodige rekruten uit Kentucky zou opleveren. Van Dorn liet Breckinridge en zijn soldaten niet graag gaan en toen ze konden vertrekken op 15 november had Bragg al een nederlaag geleden bij Perryville. Breckenridge en zijn 7.000 soldaten sloten zich aan bij Bragg in Murfreesboro, Tennessee. Nu Kentucky stevig in Noordelijke handen was, vertrokken zijn vrouw en kinderen uit hun thuisstaat en probeerden de strijdmacht van Breckinridge zo goed en zo kwaad mogelijk te volgen.
Bragg had een probleem met Breckinridge. Het zinde hem niet dat Breckinridge een goede verstandhouding had met Joseph E. Johnston, Wade Hampton, John B. Floyd en William Preston. Bragg hield ook Breckinridge verantwoordelijk voor het mislukken van de Kentuckyveldtocht omdat hij te laat arriveerde en geen nieuwe rekruten had opgeleverd. In december liet Bragg korporaal Asa Lewis uit Kentucky executeren die door krijgsraad veroordeeld werd wegens desertie. Lewis zijn diensttijd zat er officieel op maar hij bleef bij zijn regiment, het 6th Kentucky Infantry Regiment, tot zijn moeder hem smeekte om terug te keren om voor hun te zorgen. Toen Lewis gearresteerd werd, gebruikte Bragg hem als voorbeeld. Nadat Breckinridge de executie had bijgewoond zou hij duizelig geworden zijn en van zijn paard gevallen zijn. Hij had hulp nodig van zijn stafofficieren. Hij diende een formeel protest in bij Bragg en beschuldigde hem van moord en kon net voorkomen dat de eenheden uit Kentucky muiten. Het zou nooit meer goedkomen tussen beide generaals. Bragg werd als incompetent beschouwd door Breckinridge en vele andere ondergeschikten in zijn leger.
Breckinridges divisie werd onder het bevel van luitenant-generaal William Hardee geplaatst en naar de oostelijke oever van de Stones River gestuurd. Toen het Noordelijke Army of the Cumberland, onder leiding van generaal-majoor William Rosecrans, op 31 december 1862 de aanval opende; kon Bragg de initiële aanval afslaan. Bragg gaf het bevel aan Breckinridge om naar de westelijke oever te komen, maar door verkeerde informatie van brigadegeneraal John Pegram die rapporteerde dat een Noordelijke eenheid langs de oostelijke oever oprukte, reageerde Breckinridge te traag op Braggs bevel. Toen ze uiteindelijk de rivier waren overgestoken, was zijn aanval onvoldoende sterk en werd hij door Bragg opnieuw naar de andere oever gestuurd. Op 2 januari stak een Noordelijke brigade onder leiding van brigadegeneraal Horatio P. Van Cleve de rivier over een bezette een belangrijke heuvelrug. Van Cleve bedreigde zo de stellingen van Leonidas Polks korps die een vooruitgeschoven positie innam in het centrum van de Zuidelijke slaglinie. Tegen het advies van Breckinridge in liet Bragg een frontale aanval uitvoeren op de stellingen van Van Cleve.
Om 16 uur viel Breckinridge aan. Ze hadden initieel success en braken door de Noordelijke linies en joegen ze de rivier over. Toen opende Noordelijke artillerie vanop de andere oever het vuur op Breckinridges soldaten. Tegelijkertijd arriveerde een andere Noordelijke brigade onder leiding van brigadegeneraal James S. Negley om de vluchtende Noordelijken te hergroeperen en om een tegenaanval in te zetten. In minder dan een uur tijd verloor Breckinridge bijna een derde van zijn divisie. In zijn officieel rapport van de veldslag legde Bragg de schuld van de mislukte aanval volledig bij Breckinridge en zijn soldaten.  Breckinridge verzocht om een onderzoekscommisie om het rapport van Bragg te beoordelen, maar dit werd geweigerd. 
In mei 1863 werd Breckinridges divisie naar generaal Joseph E. Johnston gestuurd waar het zou deelnemen aan de Slag bij Jackson in een mislukte poging om het beleg van Vicksburg te doorbreken. Vicksburg viel uiteindelijk op 4 juli in Noordelijke handen. Breckinridge en zijn manschappen keerden op 28 augustus 1863 terug naar Bragg. Zijn divisie werd ingedeeld bij het korps van luitenant-generaal D.H. Hill. Op de eerste dag van de Slag bij Chickamauga op 19 september 1863 werden ze niet ingezet. De volgende ochtend kregen ze het bevel om tot de aanval over te gaan. Door een beoordelingsfout van generaal-majoor William Rosecrans ontstond er een gat in de Noordelijke slaglinie. Iets waar de Zuidelijken volop van profiteerden. Dankzij de achterhoedegevechten van generaal-majoor George H. Thomas kon het Noordelijke leger grotendeels ontsnappen. Breckinridge verloor 166 gesneuvelden, 909 gewonden en 165 vermisten van zijn 3.769 soldaten.
Eind november stond Breckinrigde aan het hoofd van een korps in het Army of Tennessee onder leiding van Bragg. Tijdens de Slag bij Missionary Ridge had Bragg een substantieel deel van het korps van Breckinridge ter versterking naar Hardees korps gestuurd. Hierdoor kon Breckinridge de gecombineerde Noordelijke aanval van Joseph Hooker en George H. Thomas niet weerstaan. Zijn zoon, Cabell, werd tijdens de veldslag gevangen genomen. Hij zou later geruild worden voor Noordelijke krijgsgevangenen. Opnieuw beschuldigde Bragg Breckinridge van incompetentie en zelfs van dronkenschap. Voor hij zijn ontslag kon indienen, werd hij van zijn commando ontgeven door Bragg.

### Diensttijd aan het oostelijke front

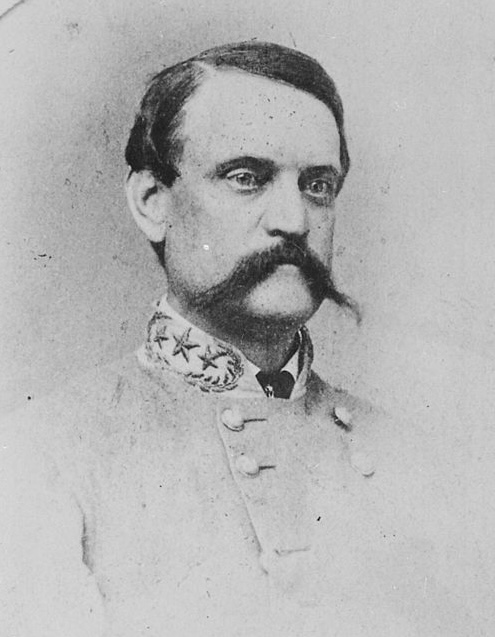
Breckinridge als generaal-majoor in het Zuidelijke leger

Op 15 december 1863 nam Breckinridge vakantie op en bracht zijn tijd door in Richmond. De Zuidelijke regering had het moeilijk met de beschuldigen van Bragg aan Breckinridges adres. Uiteindelijk besliste president Jefferson Davis om hem in februari 1864 naar het oostelijke front te sturen. Breckinridge kreeg het bevel over het Department of East Tennessee and West Virginia).
Op 5 mei 1864 kreeg Breckinridge het bevel van generaal Robert E. Lee, bevelhebber van het Army of Northern Virginia, om te sterkte te achterhalen van de Noordelijke eenheden onder leiding van generaal-majoor Franz Sigel. Deze Noordelijke strijdmacht bevond zich bij Winchester, Virginia en was enkele dagen ervoor de Shenandoahvallei binnengevallen. Met ongeveer 4.000 soldaten, waaronder 261 kadetten van het Virginia Military Institute, versloeg Breckinridge op 15 mei 1864 Sigels 6.300 soldaten bij New Market. Hierdoor bleven een strategisch belangrijk spoorwegenknooppunt en tarwevoorraden in Zuidelijke handen. Lee stelde voor om Maryland aan te vallen, maar door de hoge waterstanden van de Potomac kon Breckinrigde hier geen gehoor aan geven. Deze overwinning werd als een van zijn beste prestaties als generaal gezien. Hij werd al snel vergeleken met luitenant-generaal Stonewall Jackson. Hij speelde ook een belangrijke rol in de overwinning van Jubal Early in de Tweede Slag bij Kernstown waarbij 13.000 Zuidelijken het 10.000 man sterke leger van brigadegeneraal George Crook versloegen. Kort daarna werd de divisie van Breckinridge naar Lee gestuurd en speelden ze een belangrijke rol in de Slag bij Cold Harbor. Tijdens de slag sloeg zijn divisie een Noordelijke aanval af. Breckinridge raakte gewond toen een kanonskogel zijn paard trof en hij onder zijn paard terechtkwam. Hij was nog onvoldoende hersteld toen Lee hem het bevel gaf over de restanten van de Zuidelijke troepen die een nederlaag hadden geleden bij Piedmont. Hij nam de trein naar Rockfish Gap, sloot zich aan bij zijn nieuwe troepen en rukte op naar Lynchburg (Virginia). Samen met het leger van Jubal Early waren ze net op tijd om de Noordelijke aanval, onder leiding van generaal-majoor David Hunter op Lynchburg af te slaan.
Early en Breckinridge achtervolgden de Noordelijken meer dan 96 km doorheen de Shenandoahvallei. Lee gaf het bevel om opnieuw de volledige vallei te heroveren, door te stoten naar Maryland en de verdedigingswerken rond Washington D.C. te testen. Bij Monocacy probeerden de Noordelijken op 9 juli Early en Breckinridge, zonder succes, tegen te houden. Hun opmars werd tijdelijk vertraagd, maar rukten daarna ongehinderd op naar Washington. Op 11 en 12 juli werden ze uiteindelijk verslagen bij Fort Stevens met versterkingen die de Noordelijken in allerijl aangevoerd hadden.
Na de dood van brigadegeneraal John Hunt Morgan nam Breckinridge het commando van het Departement of East Tennessee and West Virginia terug op zich. Hij voerde de broodnodige veranderingen door om het Departement opnieuw enigszins bestuurbaar te maken. Op 2 oktober 1864 slaagden Zuidelijke eenheden onder leiding van Alfred E. Jackson, een  van de ondergeschikten van  Breckinridge, erin om bij Saltville de kritische zoutwinningsinfrastructuur te beschermen. De volgende ochtend ontdekte Breckinridge dat Zuidelijke soldaten 45 tot 100 gewonde Afro-Amerikanen van het 5th United States Colored Cavalry aan het doodschieten waren. Hij spoedde er zich naar toe om de slachting te stoppen. Brigadegeneraal Felix Huston Robertson pochte over het aantal Afro-Amerikanen die hij had doodgeschoten en werd aangeklaagd door Breckinridge en Lee. Maar er zou nooit een proces plaatsvinden.
Midden november voerde Breckinridge een raid uit in noordoostelijk Tennessee waarbij hij de Noordelijke strijdmacht onder leiding van generaal-majoor Alvan C. Gillem versloeg bij Bull’s Gap en ze terugdreef tot in Knoxville. Op 17 en 18 december werd Breckinridge aangevallen bij Marion door de Noordelijke cavalerie van generaal-majoor George Stoneman. De Noordelijken voerden een gelijktijdige aanval uit op beide flanken. Breckinridge deed wat hij kon tot hij zich diende terug te trekken wegens een gebrek aan munitie. Stonemans soldaten beschadigden lookmijnen, gebouwen voor zoutwinning, spoorwegen en voorraden in Bristol, Virginia. Drie dagen later keerde Breckinridge met volle kracht terug en verdreef de Noordelijken die nu zelf problemen hadden met hun munitievoorraad.

### Zuidelijke minister van oorlog
Op 19 januari 1865 nam James A. Seddon ontslag als minister van oorlog. Breckinridge werd op 6 februari benoemd door president Jefferson Davis. Hij koos voor Breckinridge om de groeiende oppositie tegen zijn regering de kop in te drukken. Breckinridge kon de initiële tegenstand uit het congres het zwijgen opleggen door het ministerie op een zeer efficiënte manier te besturen.  Hij slaagde erin om zijn bevoegdheden uit te breiden tot enerzijds het benoemen en bevorderen van officieren en anderzijds het geven van raad aan generaals van een strategische aard. Zijn eerste beleidsdaad was het benoemen van Robert E. Lee tot opperbevelhebber van de Zuidelijke strijdkrachten. Toen Lee het chronisch gebrek aan eten, kledij en voorraden aankaartte bij Breckinridge, liet hij Lucius B. Northrop, de commissaris-generaal voor de bevoorrading ontslaan. Zijn opvolger, Isaac M. St. John kon vrij snel een merkbare verbetering brengen in de bevoorrading.

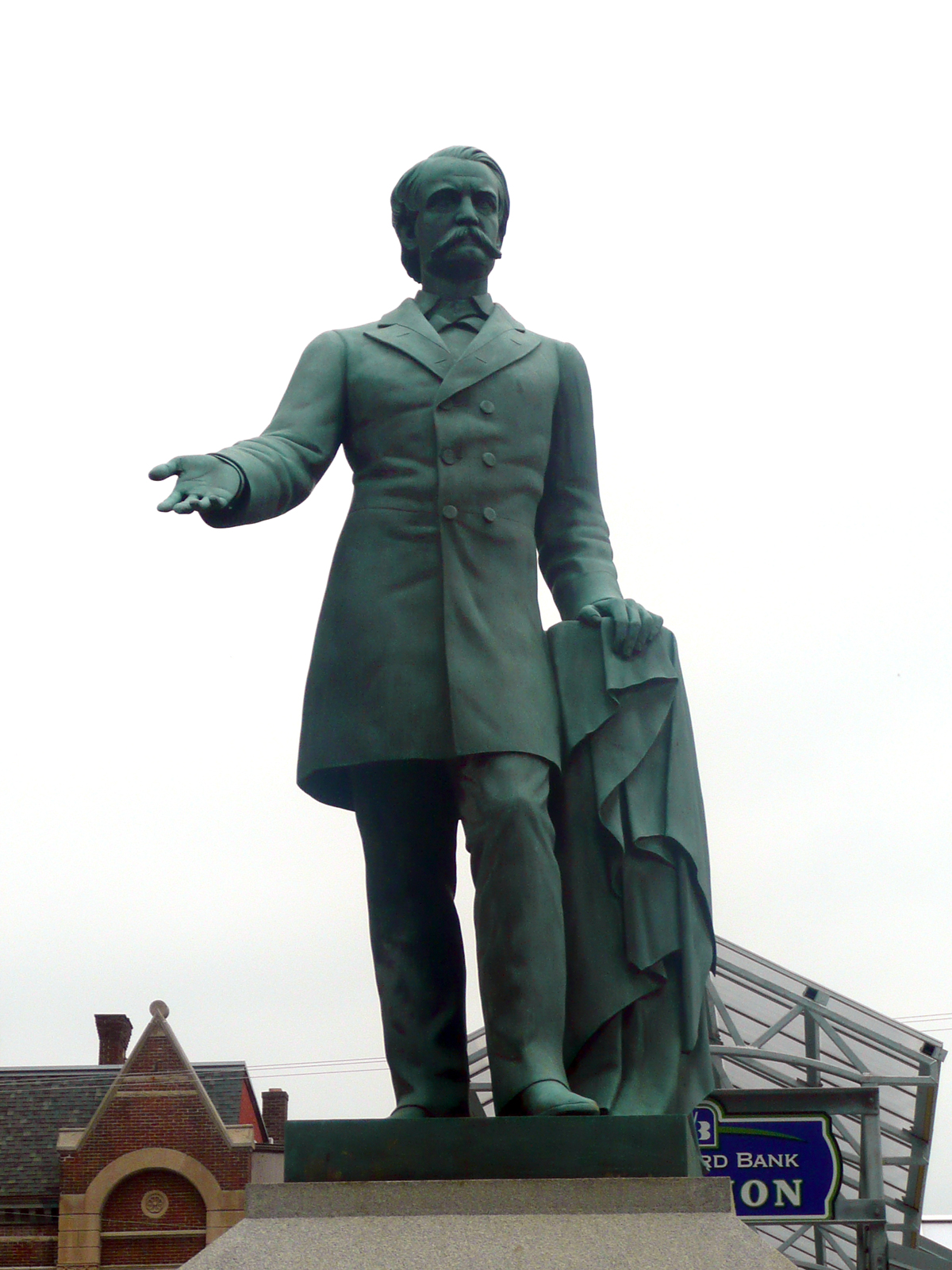
Een standbeeld van Breckinridge die vroeger in Cheapside Park stond in het centrum van Lexington

Eind februari besefte Breckinridge dat de oorlog niet kon gewonnen worden. Hij delegeerde het dagelijks bestuur van zijn ministerie aan zijn assistent John Archibald Campbell en begon zelf aan de voorbereidingen voor de capitulatie. President Davis wou de strijd verder zetten, maar Breckinridge probeerde hem op andere gedachten te brengen. Op 2 april stuurde Lee een telegram naar Breckinridge met de boodschap dat zijn stellingen onhoudbaar werden. Hij kon de veiligheid van Richmond niet langer garanderen en pleitte voor een evacuatie van de stad. Breckinridge gaf het bevel aan Campbell om de Zuidelijke regering naar Danville, Virginia te evacueren. Hijzelf bleef in de hoofdstad om de vernietiging van voorraden en belangrijke gebouwen te overzien zodat ze niet in vijandelijke handen zouden vallen. De archieven liet hij ongemoeid. Toen hijzelf de stad verliet, gaf hij het bevel om de bruggen over de James te vernietigen. Zijn zoon Clifton, die bij de Confederate States Navy diende in Richmond, nam ontslag en volgde zijn vader in zuidelijke richting.
Daarna sloot Breckinridge zich op 5 april aan bij het Army of Northern Virginia in Farmville. Twee dagen later reisde hij door naar Danville. Toen hij daar aankwam, bereikte hem het nieuws van de overgave van Lees leger bij  Appomattox Courthouse op 9 april. De rest van de Zuidelijke regering was ondertussen naar Greensboro in North Carolina gevlucht. Toen Breckinridge op 13 april in Greensboro arriveerde, adviseerde hij de regering om alle Zuidelijke legers de wapens te laten neerleggen. Alleen de president en de minister van binnenlandse zaken Judah P. Benjamin waren tegen. Breckinidge was ook aanwezig in Bennet Place om samen met generaal Joseph E. Johnston te onderhandelen met generaal-majoor William T. Sherman over de capitulatie van het resterende Zuidelijke legers. De voorwaarden werden door de Noordelijke regering als te genereus beschouwd waardoor Sherman genoodzaakt werd om dezelfde voorwaarden als in Appomattox voor te stellen. Deze werden aanvaard. Op 18 april hoorde hij het nieuws over de moord op Abraham Lincoln. Hij was zichtbaar aangeslagen. Een ooggetuige herhaalde later de woorden die Breckinridge uitsprak: “Heren, het Zuiden heeft vandaag zijn beste vriend verloren.”
Op 28 april kwam Breckinridge aan in Abbeville, South Carolina. Samen met brigadegeneraal Basil W. Duke overtuigden ze president Davis dat het zinloos was om de oorlog verder te zetten. Breckinridge kreeg de opdracht om goudstukken ter waarde van 150.000 dollar naar Washington, Georgia te brengen. Zijn militaire escorte, die al in geen maanden betaald was, wou het geld onder henzelf verdelen. Breckinridge kon hun overtuigen om alleen hun achterstallig loon te innen. Toen dit gebeurd was, vertrokken verschillende soldaten naar huis. Hij kwam op 4 mei 1865 aan in Washington, Georgia. Vereffende nog enkele openstaande betalingen en gaf de rest van het geld in bewaring in verschillende banken. Hij schreef nog een brief waarin het ministerie van oorlog officieel opgegeven werd.

## Ontsnapping en verbanning
Op 5 mei ontbond Jefferson Davis de Zuidelijke regering. Breckinridge liet verschillende soldaten die als escorte dienden naar huis gaan. Hij hield enkel nog een klein detachement bij zich die bestond uit soldaten van zijn thuisstaat. De beperkte escorte werd aangevoerd door zijn neef William Campbell Preston Breckinridge. Toen ze op een grote Noordelijke eenheid botsten, onderhandelde zijn neef met de bevelhebber. Breckinridge kon met een klein detachement ontsnappen. Op 11 mei bereikten ze Milltown (het huidige Lakeland) en bleven daar enkele dagen uitrusten. Toen hem het nieuws bereikte dat Jefferson was gevangen genomen, vertrok Breckinridge met zijn persoonlijke bediende en zijn zoon Cabell. Op 15 mei bereikten ze Madison, Florida waar een andere vluchteling, kapitein John Taylor Wood van de Confederate States Navy, zich bij hen aansloot. Ze beslisten om naar de Bahama's te vluchten. Maar omdat Cabell allergisch was aan muggen, kon hij niet mee. Hij moest zich overgeven aan de eerste Noordelijke officier die hij tegenkwam.

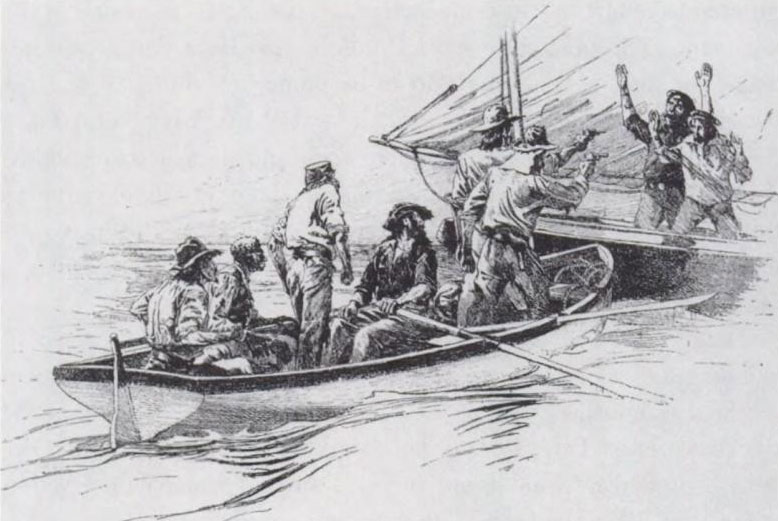
Breckinridge en zijn medevluchters die een boot kapen

In Gainesville kregen ze een boot van kolonel John Jackson Dickison. Via de St. Johns River bereikten ze op 29 mei Fort Butler. Enkele dagen later bereikten ze Palm Beach. Door de sterke winden volgden ze noodgedwongen de kust in zuidelijke richting.
Op 7 juni kwamen ze een grotere zeilboot tegen die ze kaapten. Ter compensatie lieten ze de vorige eigenaars in hun kleinere boot plaatsnemen en gaven ze 20 dollar mee.. Nu ze een zeewaardig schip hadden, besloten ze naar Cuba te vluchten. Ze overleefden twee stormen en een aanval van piraten voor ze op 11 juni in Cárdenas aankwamen. Breckinridge werd herkend door iemand uit zijn thuisstaat en bood hem de nodige hulp aan en trad op als tolk. De vluchtelingen kregen eten en een overnachting in een hotel. De volgende ochtend vertrokken ze per trein naar Havana waar ze onderdak kregen. Daarna vertrok Breckinridge naar Groot-Brittanië. 

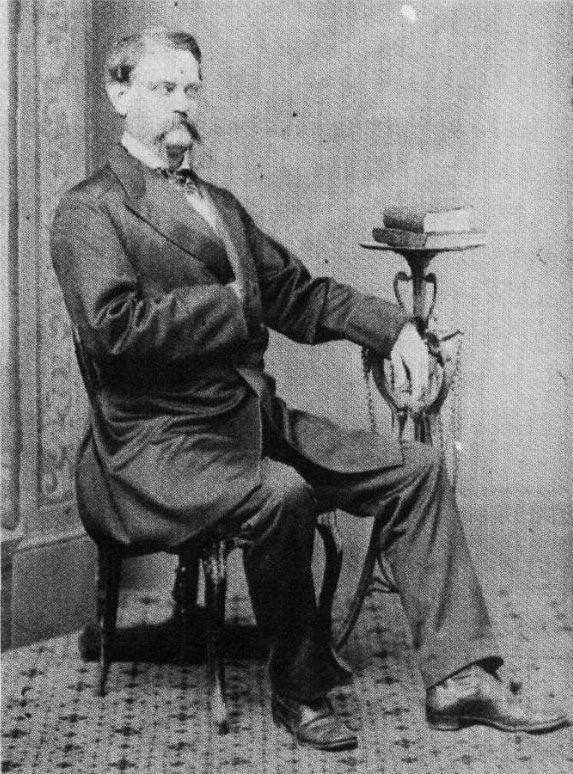
Breckinridge in ballingschap in Parijs

Hij arriveerde eind juli in Groot-Brittanië en kon via lokale contacten zijn vrouw contacteren die naar Canada was gevlucht. Hij maakte de oversteek en was op 13 september 1865 herenigd met zijn gezin, uitgezonderd zijn zoon Clifton, in Toronto. In mei 1866 verhuisden ze naar Niagara. In augustus kreeg zijn vrouw de raad om naar Frankrijk te reizen om te genieten van het betere klimaat. Dit zou haar slechte gezondheid ten goede komen. Cabell en Clifton Breckinridge keerden terug naar de Verenigde Staten en de twaalfjarige Mary werd naar familie in New York gestuurd. De rest van de familie vertrok naar Parijs. De kinderen gingen naar school in Versailles en Vevey in Zwitserland. Tussen juli 1866 en begin 1868 maakte Breckinridge een rondreis in Europa en het Midden-Oosten. Zijn vrouw bleef in Parijs tot februari 1868 en zag haar man terug in Napels. In Italië gingen ze op audiëntie bij Paus Pius IX en bezochten ze Pompeï.
Hoewel hij graag naar de Verenigde Staten wou terugkeren, was het risico op arrestatie nog altijd te groot. Ze keerden dus in juni 1868 terug naar Niagara. Hij weigerde om gratie te vragen alhoewel 70 leden van het Kentucky General Assembly op 10 februari 1866 een verzoek hadden ingediend bij president Andrew Johnson.

## Terugkeer naar de Verenigde Staten en zijn laatste jaren
President Johnson kondigde op 25 december 1868 een algemene amnestie aan voor alle voormalige Zuidelijken (buiten enkele uitzonderingen). Breckinridge vertrok pas op 10 februari 1869 uit Canada. Hij maakte van de gelegenheid gebruik om familie en vrienden te bezoeken en kwam op 9 maart aan in Lexington, Kentucky.

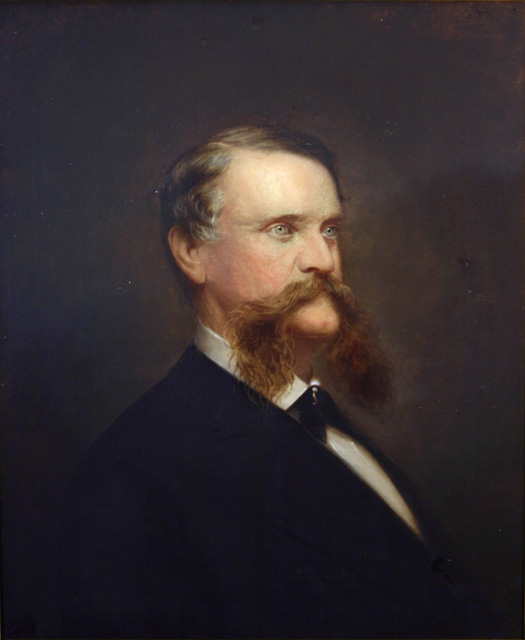
Breckinridge na de oorlog

Hij werd een baan als professor aangeboden in Washington College (het huidige Washington and Lee University), maar weigerde dit aan te nemen. Samen met zijn nieuwe zakenpartner, Robert A. Thornton die een 27-jarige veteraan was, startte hij opnieuw met een advocatenkantoor op. Hij was raadmans voor spoorwegmaatschappijen en investeerde er veel geld in.
Breckinridge weigerde om nog in de politiek te gaan, zelfs als de vraag van president Ulysses S. Grant kwam. In maart 1870 sprak hij zich uit tegen de Ku Klux Klan en in 1872 steunde hij een voorstel waarbij Afro-Amerikanen konden optreden als getuigen in een rechtzaak tegen blanken.

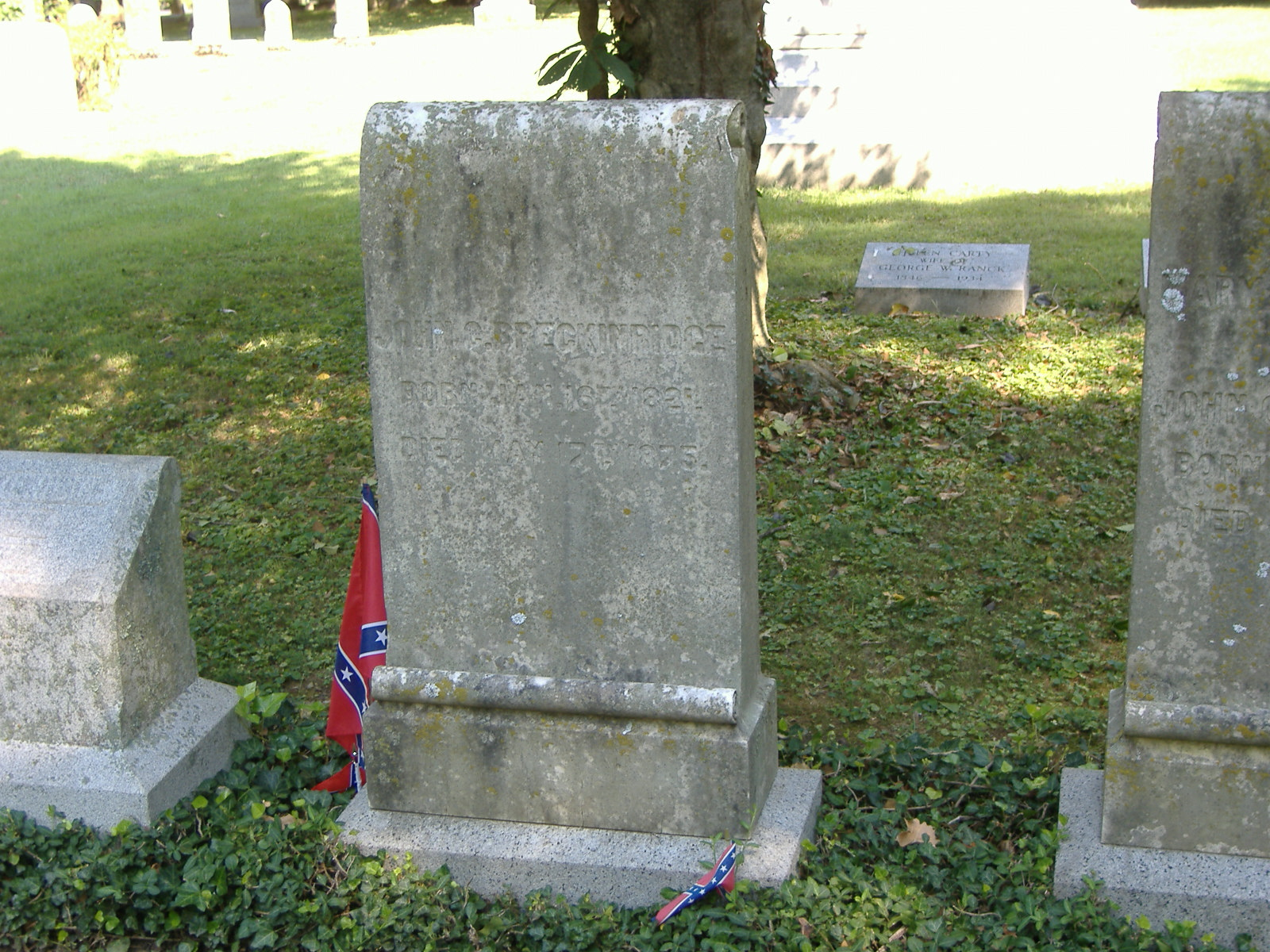
Breckinridges graf

Tegen 1873 begon zijn gezondheid sterk achteruit te gaan waarbij hij last had van een chronische longaandoening. Uiteindelijk stelden Lewis Sayre en Samuel D. Gross, twee vooraanstaande artsen, vast dat Breckinridge Cirrose had ten gevolge verwondingen opgelopen tijdens de oorlog. Toen de diagnose was gesteld, waren zijn longen als voor twee derde gevuld met vocht. Op 11 mei kon er via een ingreep een deel van het vocht afgelaten worden, maar een week later verslechterde zijn gezondheidstoestand dramatisch. Hij overleed op 17 mei 1875 om 5.45 uur. Hij werd begraven op Lexington Cemetery.
Adams ·
Jefferson ·
Burr ·
Clinton ·
Gerry ·
Tompkins ·
Calhoun ·
Van Buren ·
R.M. Johnson ·
Tyler ·
Dallas ·
Fillmore ·
King ·
Breckinridge ·
Hamlin ·
A. Johnson ·
Colfax ·
Wilson ·
Wheeler ·
Arthur ·
Hendricks ·
Morton ·
Stevenson ·
Hobart ·
Roosevelt ·
Fairbanks ·
Sherman ·
Marshall ·
Coolidge ·
Dawes ·
Curtis ·
Garner ·
Wallace ·
Truman ·
Barkley ·
Nixon ·
L.B. Johnson ·
Humphrey ·
Agnew ·
Ford ·
Rockefeller ·
Mondale ·
Bush ·
Quayle ·
Gore ·
Cheney ·
Biden ·
Pence ·
Harris ·
Vance
- Gemeinsame Normdatei: 1173290214
- International Standard Name Identifier: 0000 0000 3725 9770
- Library of Congress Control Number: n85185549
- National Archives and Records Administration: 10568679
- SNAC: w6bh3cfm
- Biographical Directory of the United States Congress: B000789
- Virtual International Authority File: 6372752
- WorldCat: E39PBJvd6wbmX777fRQ9wQHjYP